# Brent Weeks
Brent Weeks (ur. 7 marca 1977) – amerykański autor fantasy. Urodzony w stanie Montana. Żonaty, ma dzieci. Jego następna powieść, po zakończeniu cyklu Powiernik Światła, będzie osadzona w uniwersum Nocnego Anioła.

## Twórczość

### Trylogia Anioła Nocy
1. Droga Cienia
2. Na Krawędzi Cienia(inne języki)
3. Poza Cieniem(inne języki)

#### Opowiadania z uniwersum Trylogii Anioła Nocy
1. Cień Doskonały

### Saga Powiernika Światła
1. Czarny Pryzmat(inne języki)
2. Oślepiający nóż(inne języki)
3. Okaleczone Oko
4. Krwawe Zwierciadło (The Blood Mirror[2])
5. Gorejąca Biel (The Burning White)